# Bella Paige
Bella Paige (nacida como Isabella Paige Yoseski) es una cantante australiana de origen macedonio. Formó parte de la primera temporada australiana de La Voz Kids, dentro del equipo Madden donde consiguió ser finalista. En 2015 fue elegida para ser la representante australiana en Eurovisión Junior 2015
| Predecesor: Primera aparición | Australia en el Festival de Eurovisión Junior 2015 | Sucesor: Alexa Curtis |

- Datos: Q17517037
- Multimedia: Bella Paige / Q17517037